# Soddo
El soddo, anomenat kəstane 'cristià' pels seus parlants, és una llengua etiòpica parlada per unes 300,000 persones a la Regió de Hadiyya, al sud-oest d'Addis Ababa (Etiòpia), i membre, ensems amb l'extingit gafat, del grup n, branca de l'etiòpic meridional exterior.